# 蠡园街道
蠡园街道，是中华人民共和国江苏省无锡市滨湖区下辖的一个乡镇级行政单位。

## 行政区划
蠡园街道下辖以下地区：
隐秀苑社区、环湖社区、湖滨苑社区、大箕山社区、湖景社区、渔港社区和西园社区。